# Landsvägsprincipen
Landsvägsprincipen (danska: Landevejsprincippet) är en transportpolitisk princip i Danmark att kostnaden för att åka färja ska vara samma som att köra motsvarande sträcka med bil på landsväg.
Principen lanserades 2003 i en rapport producerad av Amternes og Kommunernes Forskningsinstitution och finansierad av  Indenrigs- og Sundhedsministeriet och Læsø, Samsø, Marstals och Ærøskøbings kommuner. Folketinget beslutade 2016 att den skulle införas för 46 av årets veckor och 2024 att det skulle gälla för hela året. Det innebär att Indenrigs- og Sundhedsministeriet räknar ut ett typiskt pris på landsväg och att kommunerna får ersättning för att kunna hålla det priset.